# 肌酸酐
肌酸酐（英語：Creatinine）又称肌酐，是肌酸和磷酸肌酸代谢的终产物，它主要由肌肉中磷酸肌酸的非酶促反应生成。
对正常成人来说，每日产生肌酸酐的量是恒定的，而且肌酸酐的产生量与肌肉量成正比，因此一般男性的数值比女性高一点。经常锻炼肌肉者和非素食者的数值也较高。
肌酸酐的产生量一定，且僅有微量的肌酸酐會被肾小管再吸收。它的排泄量反映血液中的肌酸酐含量和肾小球的过滤速率，也就是肾脏的机能。当肾发生严重病变时，肌酸酐排泄受阻，血液中肌酸酐含量升高。血液中肌酸酐的测定，可以知道肾功能是否有嚴重障礙，肌酸酐的值越高，肾脏的障碍越大；但是血液肌酸酐只有在腎臟有嚴重障礙時才會大幅提高，不能作為早期腎臟病的指標。一般正常值为：男性 0.7～1.2 mg/dL（60～110 μmol/L），女性 0.5～1.0 mg/dL（45～90 μmol/L），五岁以下 0.3～0.5mg/dl，貓 <1.6 mg/dL（<140 μmol/L）。

## 化學
在化學方面，肌酸酐是一個自發形成的肌酸環狀衍生物。有幾個肌酸酐互变异构体存在；依其貢獻排序，如下所列：
- 2-Amino-1-methyl-1H-imidazol-4-ol (or 2-amino-1-methylimidazol-4-ol)
- 2-Amino-1-methyl-4,5-dihydro-1H-imidazol-4-one
- 2-Imino-1-methyl-2,3-dihydro-1H-imidazol-4-ol (or 2-imino-1-methyl-3H-imidazol-4-ol)
- 2-Imino-1-methylimidazolidin-4-one
- 2-Imino-1-methyl-2,5-dihydro-1H-imidazol-4-ol (or 2-imino-1-methyl-5H-imidazol-4-ol)

肌酸酐在300°C左右開始分解。

## 外部連結
- Creatinine at Lab Tests Online （页面存档备份，存于）
- Creatinine: analyte monograph - The Association for Clinical Biochemistry and Laboratory Medicine